# Вузеница
Вузеница (словен. Vuzenica) — поселение и община в северной части Словении в статистическом регионе Корошка, а также входит в состав исторической области Нижняя Штирия. По данным переписи 2002 года население самой всей общины — 2 786 человек. Община расположена на правом берегу реки Драва и простирается на юг до холмов Похорья.
Вузеница впервые упоминается как поселение в документах 1238 года, но археологические находки свидетельствуют о том, что эта территория была заселена ещё в эпоху Древнего Рима, об этом говорит обнаруженное кладбище того периода. От стен замка XIII века ныне сохранились лишь фрагменты.
Приходская церковь в Вуженице посвящена святому Николаю и относится к архиепархии Марибора. Она была построена в середине XIII века на месте церкви XII века. Она была также перестроена и расширена в XIV и XV веках. Другая церковь Вуженицы посвящена святой Деве Марии и датируется концом XIV века.